# Бои на новопавловском направлении

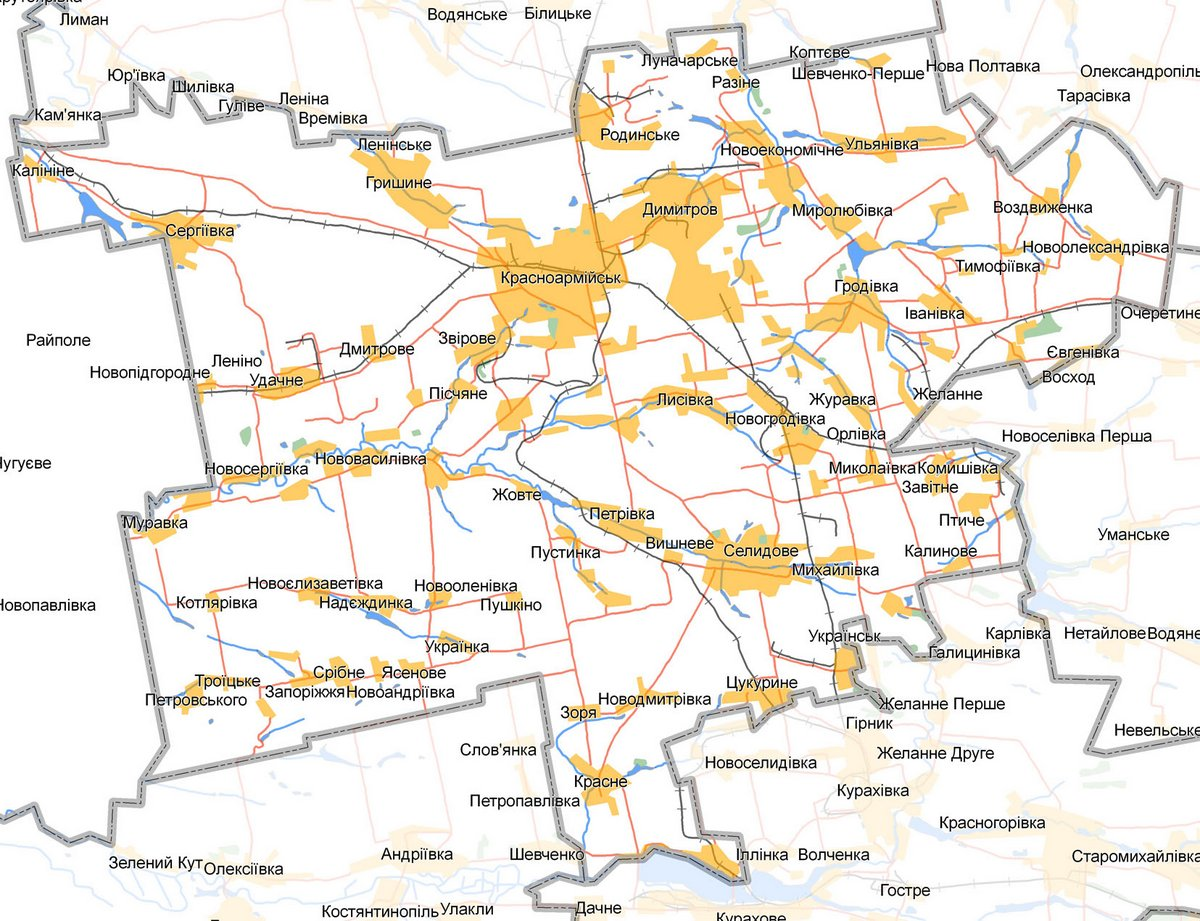
Театр военных действий

Бои на новопавловском направлении — наступление ВС РФ в направлении административной границы Донецкой и Днепропетровской областей, начавшееся в последней декаде декабря 2024 года.

## Военно-оперативная ситуация
В третьей декаде декабря 2024 года связи с успешными контратаками ВСУ на покровском направлении российское военное командование отказалось от немедленного охвата города с запада и сосредоточило усилия по продвижению войск к административной границе Донецкой и Днепропетровской областей. Генеральный штаб Вооружённых сил Украины и средства массовой информации стали называть этот участок фронта «новопавловским направлением», по названию близлежащего к ТВД населённого пункта — села Новопавловки Днепропетровской области.
Согласно оценке Института изучения войны от 23 декабря 2024 года, возможно, президент России Путин дал указание российскому военному командованию отложить захват Покровска в пользу успехов за счет взятия небольших населенных пунктов и выхода к административной границе Донецкой и Днепропетровской областей. ISW обнаружил геолоцированные доказательства, что к тому времени российские войска находились в пределах 10 километров от административной границы вышеуказанных областей.

## Ход боёв
Начав продвижение к административной границе Донецкой и Днепропетровской областей, ВС РФ 24 декабря захватили Новооленовку и 26 декабря — Украинку.
28—29 декабря российские войска продвинулись в восточной части Новоелизаветовки и 31 декабря захватили это село, а также в течение 30−31 декабря вели интенсивные штурмовые атаки с юга и востока на Нововасильевку.
После захвата в первой декаде января 2025 года города Курахова части ВС РФ подключились к проведению операции на новопавловском направлении. 
17 января 2025 года ВС РФ заняли Ясеновое.
17 января 2025 года ВС РФ захватили село Славянка северо-западнее Курахова.
Во второй половине января — первой декаде февраля на южном фланге новопавловского направления российские войска продолжали атаки к северо-западу от Курахово в районе Шевченко, к западу от города в районе Константинополя и Андреевки, к юго-западу — в районе Дачного.
5 февраля было захвачено Сребное. 
К 9 февраля ВС РФ смогли продвинуться к северу от Новоелизаветовки (юго-западнее Покровска).
18 февраля ВС РФ захватили Дачное. 21 февраля ВС РФ захватили Улаклы и продолжали атаковать в районе Андреевки, Улаклы и Константинополя с задачей выравнивания линии фронта на этом участке. 
25 февраля российские войска захватили Андреевку.
На южном фланге новопавловского направления 8 марта ВС РФ захватили село Константинополь и атаковали западнее Курахово в районе Улаклы, Константинополя и Богатыря и юго-западнее Курахово в районе Розлива.
В течение марта 2025 года украинское командование продолжало удерживать инициативу в ходе активной обороны на северном фланге новопавловского направления. Только в конце марта ВС РФ смогли продвинуться к юго-западу от Котляровки и к востоку от Богдановки  и захватили Преображенку, а также продвинулись на западе Успеновки (все к юго-западу от Покровска).
На южном фланге новопавловского направления 29 марта ВС РФ продвинулись к восточным окраинам посёлка Разлив и 31 марта захватили посёлок.
В третьей декаде апреля основные атаки ВС РФ были сосредоточены на попытках выйти к границе Днепропетровской области; ВСУ контратаковали в районе Удачного. 26—29 апреля ВС РФ сбили ВСУ с позиций в районе Надеждинка — Котляровка — Богдановка и захватили Надеждинку (к юго-западу от Покровска).
В первой декаде мая продолжились попытки ВС РФ выйти к границе Днепропетровской области. На северном фланге ВС РФ продолжили атаки в районе Надеждинки, Новоалександровки, Богдановки и Котляровки.
12 мая Минобороны РФ заявило о захвате поселка Котляровка, от которого до границы Днепропетровской области менее 3 км.
17 мая после продолжительных боёв ВС РФ захватили Богатырь и продвинулись к югу от Отрадного.
Геокадры от 24 мая указывают на то, что ВС РФ продвинулись в северной части Богдановки (к юго-востоку от Новопавловки) и, вероятно, захватили населенный пункт. 24 мая МО РФ заявило о захвате российскими войсками Отрадного.
29 мая ВС РФ захватили Троицкое.
8 июня на северном фланге направления российские войска захватили Новоалександровку. 9 июня на южном фланге направления ВС РФ захватили Алексеевку (к западу от Курахово).
Во вторую неделю июня ВС РФ продолжили атаки на северном фланге направления возле Муравки, Новосергеевки, Котляровки, Богдановки и Орехово и на отдельных участках вышли к административной границе между Донецкой и Днепропетровской областями.
12 июня МО РФ заявило о захвате российскими войсками Орехово.
Во второй декаде июня ВС РФ продолжили атаки на северном фланге вблизи Новосергиевки, Новониколаевки и Муравки; к востоку от Новопавловки в районе Котляровки, Надеждинки и Срибного; юго-восточнее Новопавловки в районе Орехово, Отрадного и Богатыря; на южном фланге в районе Мирного, Ялты, Федоровки, Веселого и захватили село Запорожье.
24 июня на северном фланге наступления ВС РФ захватили Новосергеевку.
25 июня на южном фланге наступления ВС РФ захватили Ялту и 27 июня — Зирку.
30 июня на южном фланге наступления ВС РФ захватили Дачное в Днепропетровской области.
4 июля на южном фланге ВС РФ захватили Зелёный Кут и Новоукраинку.
6 июля на южном фланге наступления ВС РФ захватили Поддубное.
9 июля на южном фланге ВС РФ захватили село Толстой.
13 июля МО РФ заявило, что на южном фланге наступления российские войска захватили Мирное (Великоновосёлковский район).
15 июля российские войска захватили Новохатское (к юго-западу от Новопавловки).
17 июля украинские войска отбили Ялту.
В первых числах августа ВС РФ продолжили атаки юго-восточнее Новопавловки в районах населенных пунктов Горохово, Зеленый Кут и Новоукраинка; южнее Новопавловки — под Запорожьем и в направлении Филии; и к юго-западу от Новопавловки — в районе Новохатского, Зирки и Зеленого Гая.
Во второй декаде августа ВС РФ продолжили безрезультатные атаки к северо-востоку от Новопавловки в районе Муравки; юго-восточнее Новопавловки в районе Дачного, Новоукраинки и Горохово; к югу от Новопавловки в сторону Филии; и юго-западнее Новопавловки в районе Новохатского и Товсте.